# Shadowmarch
Shadowmarch ist eine vierteilige Fantasy-Romanreihe des amerikanischen Schriftstellers Tad Williams.
Obwohl erst als Trilogie angelegt, umfasst die Reihe nun vier Bände – aufgrund seiner Länge wurde der dritte Teil in zwei Bände aufgeteilt.

## Entstehung
Die ersten Ideen zur Shadowmarch-Reihe kamen Williams Mitte der 1990er Jahre. Zu dieser Zeit war die Geschichte noch als Drehbuch für einen Film vorgesehen. Dieses Projekt wurde jedoch schnell wieder verworfen. Daraufhin wollte Williams die Reihe als Fernsehserie produzieren lassen, weil eine solche seiner Meinung nach der Komplexität der Geschichte mehr Rechnung getragen hätte. Als auch die Serienidee abgelehnt wurde, versuchte Williams die Geschichte in Form einer Internet-Fortsetzungsgeschichte zu realisieren. Aus Zeitmangel, und weil sich dieses Format nicht rechnete, begann Williams die Geschichte zu überarbeiten und im Buchformat zu veröffentlichen.

## Inhalt

### Die Grenze
Vor vielen Jahren lebte auf dem Kontinent Eion das geheimnisvolle Elbenvolk der Qar. Als die Menschen begannen, Eion zu besiedeln, wurden die Qar in den Norden des Kontinents zurückgedrängt. Nach einem großen Krieg zwischen Menschen und Qar, den die Elben verloren, schufen sie eine mysteriöse Nebelwand: die Schattengrenze. Angetrieben von der Elbenfürstin Yasammez, wollen sich die Elben nun an den Menschen rächen.
Auf Südmark, einer Festung im Norden nahe der Schattengrenze, leben die Königskinder Barrick und Briony. Ihr Vater befindet sich in Gefangenschaft, ihr Bruder wurde ermordet, und nun müssen sie sich um alle Angelegenheiten von Südmark kümmern. Als die Truppen der Elben die Schattengrenze überschreiten, reiten Barrick und der Hauptmann der königlichen Garde, Ferras Vansen, mit den Truppen los, um sie aufzuhalten. Die Elben schaffen es jedoch bis nach Südmark, und Briony muss zusammen mit ihrem Mentor Shaso dan-Heza von der Burg flüchten. Ihr skrupelloser Verwandter Hendon Tolly reißt darauf die Kontrolle über Südmark an sich. Währenddessen wird Barrick fast in der Schlacht getötet; doch die Anführerin der Qar-Truppen, Yasammez, verschont sein Leben und schickt ihn über die Schattengrenze. Wie in Trance muss er ihrem Befehl folgen, und Ferras Vansen bleibt nichts anderes übrig, als seinen Herren zu begleiten, hat er doch Prinzessin Briony versprochen, ihren Bruder zu beschützen.
Chert und Opalia, ein Ehepaar vom Zwergenvolk der Funderlinge, das im Fels unter der Südmarksburg lebt, finden am Rand der Schattengrenze ein Menschenkind. Sie ahnen nicht, dass es von Ynnir, dem blinden König der Qar, dort ausgesetzt wurde. Opalia, die sich schon immer einen Sohn gewünscht hat, gibt dem Jungen den Namen Flint und nimmt ihn bei sich auf. Eines Tages verschwindet Flint spurlos, und Chert findet ihn mit Hilfe der winzigen Dachlinge in den heiligen Stätten der Funderlinge, den sogenannten Mysterien. Der Junge hat von dort einen magischen Spiegel mitgebracht, den Chert später der Anführerin der Qar-Truppen, Yasammez, übergibt.
Auf dem Südkontinent der bekannten Welt, Xand, wird währenddessen Qinnitan, eine kleine Tempelnovizin, eine der vielen Ehefrauen des Autarchen von Xis. Der Autarch hat ein ungewöhnliches Interesse an ihr, das religiöser Art zu sein scheint und das keiner am Hofe versteht. Qinnitan kann aus dem Frauenpalast fliehen und gelangt an Bord eines Schiffes, das zum Nordkontinent segelt.

### Das Spiel
Nachdem Briony und ihr Mentor Shaso von Südmarksburg fliehen konnten, finden sie bei einem Landsmann von Shaso Zuflucht. Doch sie werden angegriffen und nur die Prinzessin kann entkommen. Hungrig und krank versteckt sie sich im Wald und begegnet dort der Halbgöttin Lisiya. Diese weist ihr den Weg zu einer Schauspieltruppe, mit deren Hilfe Briony unerkannt nach Syan gelangt. Doch dort werden alle von königlichen Soldaten verhaftet, und Briony muss ihre wahre Identität preisgeben.
Hinter der Schattengrenze irren Prinz Barrick und Gardehauptmann Ferras Vansen durch die Elbenlande. So treffen sie auf Gyir das Sturmlicht, einen Qar, der den magischen Gegenstand, den Flint in den Mysterien gefunden hat zu Ynnir, dem blinden Qarkönig, bringen soll. Es handelt sich dabei um einen Spiegel, der aufgrund des „Pakt des Spiegelglases“ sowohl in der Lage ist, die rachsüchtige Yasammez aufzuhalten, als auch, die Qarkönigin Saqri zu retten. Doch Barrick, Vansen und Gyir werden vom Halbgott Kituyik gefangen genommen. Gyir stirbt, kann jedoch seinen Auftrag noch an Barrick weitergeben. Ferras Vansen hingegen stürzt in ein schwarzes Loch aus vollkommener Leere. Von traumartigen Erscheinungen begleitet, taucht er völlig verwirrt nach Tagen unterhalb der Südmarksburg in der Funderlingstadt auf und trifft dort auf Chert und den Hofarzt Chaven, der nach der Machtübernahme der Tollys dorthin fliehen musste.
Barrick macht sich derweil alleine, nur mit dem Raben Skurn als einzigem Begleiter, auf den Weg zur Elbenstadt Qul-na-Qar. Im Traum sieht er immer wieder Qinnitan, der er im realen Leben nie begegnet ist, deren Gedanken sich aber aus irgendeinem Grund im Traum mit seinen verbinden. Qinnitan hat die gleichen Träume wie Barrick, versteht jedoch auch nicht deren Bedeutung. Nach ihrer Flucht aus dem Frauenpalast des Autarchen von Xand, dem südlichen Kontinent, konnte sie nach Hierosol fliehen, der südlichsten Hafenstadt des Nordkontinents. Sie ahnt nicht, dass der Autarch den skrupellosen Söldner Daikonas Vo hinter ihr her geschickt hat, um sie zu fangen. Warum sie für den Autarchen so wichtig ist, bleibt weiterhin ein Rätsel. Doch auch der Herrscher von Xis selbst reist in den Norden und belagert Hierosol. Er lässt sich König Olin, der hier gefangen gehalten wird, übergeben. Als Qinnitan jedoch in die Hände von Daikonas Vo fällt, der sie in Hierosol dem Autarchen übergeben will, ist dieser bereits abgereist. Seltsamerweise ist er nicht auf den Weg zurück nach Xand, sondern steuert seine Flotte Richtung Südmarksburg. Qinnitan und Daikonas Vo müssen daher auf einem Schiff dem grausamen Herrscher in den Norden folgen.

### Die Dämmerung
Nachdem Briony Eddon ihre wahre Identität preisgeben musste, wird sie am syanesischen Hof als Gast aufgenommen, und auch ihre Schauspielerkollegen dürfen bleiben. König Enander Karallios ist darüber hinaus jedoch nicht bereit, in einen Kampf gegen Hendon Tolly auf Südmarksburg zu ziehen. Aufgrund ihrer verzweifelten Lage beschließt Briony, Prinz Eneas, Enanders Sohn, auf ihre Seite zu ziehen, geht aber nicht so weit, seinen Werbungsversuchen zu erliegen. Doch irgendjemand am Hof will ihren Tod. Zweimal entgeht sie nur knapp einem Mordanschlag. Als Prinz Eneas an einen anderen Ort gerufen wird und ihr nicht mehr zur Seite stehen kann, wird sie von der Geliebten des Königs, Ananka te Voa, des Hochverrats angeklagt und muss vom Hof fliehen. Zusammen mit der Schauspielgruppe, mit der sie auch schon nach Syan kam, reist sie Richtung Norden. Dort trifft sie auf Prinz Eneas, der ihr zusagt, sie zusammen mit seinen Truppen nach Südmarksburg zu bringen.
Barrick Eddon reist weiterhin mit dem Raben Skurn durch das Elbenland und muss sich gegen zahlreiche Gefahren wehren. Auf seiner Flucht vor den so genannten Seidenwicklern flieht er auf einen geheimnisvollen Berg, vor dem er bereits mehrfach gewarnt wurde, und auch Skrun will ihm dorthin nicht folgen. Auf diesem Berg begegnet er drei Wesen, die ihn nicht nur kennen, sondern auch um seinen Auftrag wissen. Sie raten ihm, durch die Stadt Schlaf auf Krummlings Straße zu reisen, um rechtzeitig nach Qul-na-Qar zu kommen, und geben ihm einen Teil ihrer Kräfte. Barrick schafft es wirklich, in der Stadt Schlaf diese Straße zu finden, und trifft am Ziel seiner Reise auf Ynnir, der ihm berichtet, dass er Barricks Urahne ist. Um Königin Saqri zu retten, übergibt Ynnir Barrick sein Erbe, die Feuerblume. Danach stirbt der Elbenkönig, und Barrick wird nie mehr der sein, der er vorher war.
Während die Eddon-Zwillinge durch die Welt ziehen, lagert das Heer von Yasammez vor Südmarksburg. Zunächst scheinen sie keinen Angriff zu planen. Doch die Funderlinge merken schnell, dass die Qar versuchen, Südmarksburg durch die geheimen Gänge unter der Stadt von unten einzunehmen. Oder wollen sie doch nur zu den Mysterin der Funderlinge? Ferras Vansen und die Funderlinge versuchen, die Gänge so gut wie möglich zu verteidigen, müssen jedoch einsehen, das ihre Chancen auf einen Sieg aussichtslos sind, zumal die Qar jetzt auch oberirdisch die Stadt angreifen. Deshalb beschließt Hauptmann Vansen, mit Yasammez zu verhandeln. Er berichtet ihr, dass Barrick mit dem Spiegel auf dem Weg nach Qul-na-Qar ist.
Derweil reist der Autarch von Xis mit seiner Flotte Richtung Südmarksburg und erklärt König Olin Eddon seine Beweggründe. Er hat nach langen Studien der Familiengeschichte der Eddon herausgefunden, dass Qar-Blut in ihrer Linie fließt, und möchte mit Hilfe von Olins Blut den Gott Kernios, der unter Südmarksburg liegt, erwecken. Daher hat er den König gefangen nehmen lassen und reist nun in den Norden. Warum Qinnitan so wichtig für ihn ist, bleibt weiterhin unklar.
Qinnitan kann nach einem missglückten Fluchtversuch endlich ihren Häscher Vo vergiften und schwimmt an die Küste. Wo sie ist, weiß sie nicht, und auch der Kontakt zu Barrick, den sie ehemals in ihren Träumen sah, ist abgerissen.

## Personen
- Yasammez: Sie ist die Anführerin der Qar und wird auch „Fürstin Stachelschwein“ oder „die Geißel der zitternden Ebenen“ genannt.
- König Olin Eddon: Er ist der eigentliche König von Südmark, zurzeit befindet er sich jedoch als Gefangener in dem Land Hierosol.
- Kendrick Eddon: Er ist der älteste Sohn von König Olin und daher auch Prinzregent von Südmark.
- Briony Eddon: Sie ist die einzige Tochter von König Olin. Außerdem ist sie die Zwillingsschwester von Barrick, dessen Verhalten ihr große Sorgen macht.
- Barrick Eddon: Barrick ist der jüngste Sohn vom König Olin. Er lebt sehr zurückgezogen und hat einen verkrüppelten Arm. Wie er zu diesem kam, weiß nur er selbst und anscheinend sein Vater, der König. Er ist der Zwillingsbruder von Briony.
- Shaso dan-Heza: Er kommt ursprünglich aus Xand und kam als Gefangener nach Südmark. Nach vielen Jahren der Gefangenschaft Burg wurde er aufgrund seiner Tapferkeit zum Waffenmeister und Berater in Kriegsfragen ernannt. Er wird beschuldigt, Prinz Kendrick ermordet zu haben.
- Ferras Vansen: Hauptmann der königlichen Garde. Er hegt Gefühle für Prinzessin Briony, die aber schon allein wegen des Standesunterschiedes ungehörig sind.
- Chaven: Er ist der Leibarzt der Königsfamilie und Hofastronom von Südmark.
- Puzzle: Der Hofnarr Südmarks. Einst war er ein lustiger Geselle, doch nun ist er nur noch ein Schatten seiner selbst.
- Hendon Tolly: Adliger der Markenlande und Verwandter der Königsfamilie Eddon. Er will durch Intrigen den Thron der Südmarksburg an sich reißen.
- Chert Blauquarz: Chert ist ein Funderling. Zusammen mit seiner Frau Opalia fand er den Jungen Flint an der Schattengrenze.
- Opalia Blauquarz: Cherts Frau und ebenfalls ein Funderling. Zusammen mit ihrem Mann fand sie den jungen Flint an der Schattengrenze. Es war auch ihre Idee, Flint zu adoptieren.
- Flint: Sein richtiger Name ist nicht bekannt. Er wurde von Chert so benannt. Er wurde an der Schattengrenze gefunden, hat jedoch keine Erinnerungen an die Zeit im Nebel. Flint wurde von Chert und Opalia Blauquarz adoptiert.
- Qinnitan: Ehemalige Tempelnovizin und eine der Frauen des Autarchen von Xis.
- Giebelgaup: Der Bogenschütze ist ein Dachling

## Völker
- Die Funderlinge: Ein kleines Volk, das in Höhlen unterhalb der Südmarkfeste lebt und dort ähnlich wie Zwerge nach Bodenschätzen sucht. Ein ähnliches Volk wohnt auch in Tessis, der Hauptstadt von Syan, dort heißen sie jedoch Kallikan.
- Die Qar: Elbenvolk und die Ureinwohner von Eion. Ihre Könige führen ihren Ursprung auf den Gott Krummling zurück.
- Die Skimmer: Das Fischervolk von Südmark.
- Die Tuani: Die dunkelhäutigen Ureinwohner von Tuan.
- Die Xis: Das Kriegervolk der Hauptstadt des südlichen Kontinents Xand.
- Die Dachlinge: Ein Wichtelvolk, das auf den Dächern von Südmark lebt.

## Buchausgaben

### Englische Originalausgaben
- Shadowmarch. Orbit Hardcover, 2004;  ISBN 1-84149-288-4
- Shadowplay. Orbit Hardcover, 2007; ISBN 978-1841492919
- Shadowrise. Orbit Hardcover, 2010; ISBN 978-1841492933
- Shadowheart. DAW Hardcover, 2010; ISBN 978-0756406400

### Deutschsprachige Ausgaben
- Tad Williams: Shadowmarch Bd. 1 Die Grenze. Klett-Cotta, 2005;  ISBN 3-608-93717-X
- Tad Williams: Shadowmarch Bd. 2 Das Spiel. Klett-Cotta, 2007;  ISBN 978-3-608-93718-3
- Tad Williams: Shadowmarch Bd. 3 Die Dämmerung. Klett-Cotta, 2010; ISBN 978-3608937190
- Tad Williams: Shadowmarch Bd. 4 Das Herz. Klett-Cotta, 2011; ISBN 978-3-608-93720-6